# Cantonul Cognin
Cantonul Cognin este un canton din arondismentul Chambéry, departamentul Savoie, regiunea Rhône-Alpes, Franța.

## Comune
- Cognin (reședință)
- Jacob-Bellecombette
- Montagnole
- Saint-Cassin
- Saint-Sulpice
- Vimînes